# Diamonds & Rhinestones: The Greatest Hits Collection
| Оценки критиков | Оценки критиков |
| Источник        | Оценка          |
| --------------- | --------------- |
| AllMusic        | [ 2 ]           |

Diamonds & Rhinestones: The Greatest Hits Collection — сборник американской кантри-исполнительницы Долли Партон. Он был выпущен лейблами RCA Records и Legacy Recordings 18 ноября 2022 года.
Альбом включает в себя совместные работы Партон с Кенни Роджерсом («Islands in the Stream» и «Real Love»), Лореттой Линн и Тэмми Уайнетт («Silver Threads and Golden Needles» из Honky Tonk Angels), а также «Faith» со шведским танцевальным дуэтом Galantis. Альбом также включает песни, использованные в фильмах Партон, в том числе «9 to 5» из фильма «С девяти до пяти» 1980 года, «Tennessee Homesick Blues» из «Горного хрусталя» и «Red Shoes» из «Пышки».

## Коммерческий успех
Альбом дебютировал на четвёртом месте в кантри-чарте Top Country Albums, увеличив рекорд этого хит-парада среди женщин: Diamonds & Rhinestones: The Greatest Hits Collection стал 48-м альбомом певицы в Топ-10. По этому показателю она на 6 пунктов опережает Лоретту Линн (42). Тираж в дебютную неделю составил 19 000 эквивалентных альбомных единиц, из которых 15 000 пришлось на продажи альбома, по данным Luminate. Партон остаётся единственной женщиной, попавшей в десятку лучших альбомов в каждом десятилетии с тех пор, как список был составлен в январе 1964 года. Её альбомы в Топ-10 по десятилетиям (включая 8 «номеров один»): 1960-е — четыре, 70-е — 18, 80-е — 11, 90-е — пять, 2000-е — три, 10-е — четыре и 20-е — три. Среди всех исполнителей Партон обладает вторым показателем по количеству альбомов в кантри Топ-10, уступая только Вилли Нельсону (единственного другого исполнителя, имеющего альбомы в кантри Топ-10 за семь десятилетий), у которого их 53.

## Список композиций
Слова и музыка всех песен — Долли Партон, за исключением отмеченных.
| №                   | Название                                                              | Автор(ы) | Длительность |
| ------------------- | --------------------------------------------------------------------- | --- | ------------ |
| 1.                  | «9 to 5»                                                              | | 2:45         |
| 2.                  | «Jolene»                                                              | | 2:40         |
| 3.                  | «Here You Come Again»                                                 | Барри Манн, Синтия Вайль | 2:56         |
| 4.                  | «Islands in the Stream» (с Кенни Роджерсом)                           | Барри Гибб, Робин Гибб, Морис Гибб | 4:09         |
| 5.                  | «I Will Always Love You»                                              | | 2:54         |
| 6.                  | «Coat of Many Colors»                                                 | | 3:03         |
| 7.                  | «My Tennessee Mountain Home»                                          | | 3:07         |
| 8.                  | «The Bargain Store»                                                   | | 2:41         |
| 9.                  | «Baby I’m Burnin'»                                                    | | 2:36         |
| 10.                 | «Better Get to Livin'»                                                | Долли Партон, Кент Уэллс | 3:34         |
| 11.                 | «Why’d You Come in Here Lookin' Like That»                            | Боб Карлайл, Рэнди Томас | 2:32         |
| 12.                 | «Love Is Like a Butterfly»                                            | | 2:20         |
| 13.                 | «Heartbreaker»                                                        | Кэрол Байер-Сейджер, Дэвид Вулферт | 3:34         |
| 14.                 | «Red Shoes»                                                           | Долли Партон, Линда Перри | 2:57         |
| 15.                 | «The Seeker»                                                          | Билл Макэлини, Долли Партон | 3:13         |
| 16.                 | «Together You and I»                                                  | | 3:56         |
| 17.                 | «Two Doors Down»                                                      | | 3:07         |
| 18.                 | «When Life Is Good Again»                                             | Долли Партон, Кент Уэллс | 4:11         |
| 19.                 | «Tennessee Homesick Blues»                                            | | 3:23         |
| 20.                 | «It’s All Wrong, But It’s All Right»                                  | | 3:18         |
| 21.                 | «Real Love» (с Кенни Роджерсом)                                       | Дэвид Маллой, Рэнди Маккормик, Ричард Брэннон | 3:52         |
| 22.                 | «Silver Threads and Golden Needles» (с Лореттой Линн и Тэмми Уайнетт) | Дик Рейнольдс, Джек Роудс | 2:23         |
| 23.                 | «Faith» (с Galantis и Mr. Probz)                                      | Кристина Карлссон, Дэвид Сент-Флёр, Деннис Стер, Долли Партон, Эрик Аукстикальнис, Хенрик Йонбак, Йен Постма, Джазель Родригес, Джон Хайтт, Джорди де Флитер, Самуэль Джеймс Дзаммарелли | 3:07         |
| Общая длительность: | Общая длительность:                                                   | Общая длительность: | 72:42        |

## Позиции в хит-парадах
| Хит-парад (2022)                                 | Высшая позиция |
| ------------------------------------------------ | -------------- |
| Австралия (ARIA)                                 | 47             |
| Шотландия (Scottish Albums Chart)                | 9              |
| Великобритания (UK Albums Chart)                 | 40             |
| Великобритания (UK Country Albums Chart)         | 1              |
| Великобритания (Country Compilation Albums, OCC) | 1              |
| США (Billboard 200)                              | 27             |
| США (Billboard Top Country Albums)               | 4              |

## История релиза
| Регион | Дата           | Формат                      | Лейбл                          | Ист.   |
| ------ | -------------- | --------------------------- | ------------------------------ | ------ |
| Мир    | 18 ноября 2022 | Цифровая загрузка, стриминг | RCA Records, Legacy Recordings | [ 1 ]  |
| США    | 18 ноября 2022 | CD, LP                      | RCA Records, Legacy Recordings | [ 13 ] |